# Spoorlijn 35
Spoorlijn 35 is een Belgische spoorlijn die Leuven met Hasselt verbindt. De lijn is bijna 54 km lang.

## Geschiedenis
Op 28 februari 1863 werd een dubbelsporige spoorlijn tussen Leuven en Aarschot aangelegd en geopend door de maatschappij Nord de la Belgique. Het segment maakte deel uit van de verbinding van Leuven naar Herentals. Het dubbelsporig segment Aarschot - Diest werd op 1 februari 1865 afgewerkt en geopend door de maatschappij de Compagnie du Grand Central Belge (GCB). Deze leverde op 1 juli 1865 ook het dubbelsporig segment Diest - Hasselt op. Later nam Grand Central Belge ook de verbinding Leuven - Aarschot over. De lijn werd op 1 januari 1897 genationaliseerd.
De oude gebruikte lijnnummers zijn:
- 28: Leuven - Aarschot
- 34: Aarschot - Hasselt - Luik

Toen werd de lijnnummer 35 gebruikt voor de lokaaldienst Luik Guillemins - Luik Vivegnis

## Treindiensten
De NMBS verzorgt het personenvervoer met IC, L-, Piekuur- en ICT-treinen. Daarnaast wordt de route intensief gebruikt voor internationale goederendiensten.
| Serie       | Treinsoort            | Route                                                                                         | Bijzonderheden                                             |
| ----------- | --------------------- | --------------------------------------------------------------------------------------------- | ---------------------------------------------------------- |
| IC 08       | Intercity (NMBS)      | Antwerpen-Centraal – Mechelen – Brussels Airport-Zaventem – Hasselt                           |                                                            |
| IC 09       | Intercity (NMBS)      | Antwerpen-Centraal – Aarschot – [ Leuven – ] Hasselt – Luik-Guillemins                        | Rijdt in het weekend Antwerpen-Centraal - Luik-Guillemins. |
| IC 20       | Intercity (NMBS)      | Gent-Sint-Pieters – Aalst – Brussel-Zuid – [ Hasselt – Tongeren ] / [ Dendermonde – Lokeren ] | Rijdt in het weekend Gent-Sint-Pieters - Lokeren.          |
| ICT 6800    | Toeristentrein (NMBS) | Tongeren – Hasselt – Brussel-Zuid – Gent-Sint-Pieters – Brugge – Oostende                     | Rijdt in juli en augustus.                                 |
| L 2450      | L-trein (NMBS)        | Leuven – Aarschot – Hasselt                                                                   | Rijdt niet in het weekend.                                 |
| P 7210/8210 | Piekuurtrein (NMBS)   | Hasselt – Antwerpen-Centraal                                                                  | Rijdt alleen op werkdagen.                                 |
| P 7305/8305 | Piekuurtrein (NMBS)   | Tongeren – Hasselt – Brussel-Zuid                                                             | Rijdt alleen op werkdagen.                                 |
| P 7360/8360 | Piekuurtrein (NMBS)   | Leuven – Hasselt                                                                              | Rijdt niet in het weekend.                                 |
| P 8220      | Piekuurtrein (NMBS)   | [ Hamont – ] / [ Essen – Antwerpen-Centraal – ] Leuven – Heverlee                             | Een trein op zondagavond.                                  |
| P 8225      | Piekuurtrein (NMBS)   | Tongeren – Hasselt – Leuven                                                                   | In het weekend in december en mei.                         |

## Goederenverkeer
Het traject tussen Aarschot en Hasselt maakt deel uit van de Montzenroute en wordt dus intensief voor goederentransport tussen de haven van Antwerpen en het Duitse Ruhrgebied gebruikt. De heraanleg van de IJzeren Rijn zou dit segment sterk ontlasten.

## Aansluitingen
In de volgende plaatsen is of was er een aansluiting op de volgende spoorlijnen:
Leuven
HSL 2 tussen Leuven en Ans
Spoorlijn 36 tussen Brussel-Noord en Luik-Guillemins
Spoorlijn 36N tussen Brussel-Noord en Leuven
Spoorlijn 53 tussen Schellebelle en Leuven
Spoorlijn 139 tussen Leuven en Ottignies
Y Zuid Δ Aarschot
Spoorlijn 16/1 tussen Y Noord Δ Aarschot en Y Zuid Δ Aarschot
Y Oost Δ Aarschot
Spoorlijn 16 tussen Y Nazareth en Y Oost Δ Aarschot
Zichem
Spoorlijn 30 tussen Zichem en Scherpenheuvel
Diest
Spoorlijn 17 tussen Diest en Beringen-Mijn
Spoorlijn 22 tussen Tienen en Diest (tot 1958)
Hasselt
Spoorlijn 21 tussen Landen en Hasselt
Spoorlijn 21A tussen Hasselt en Maaseik
Spoorlijn 34 tussen Hasselt en Luik-Guillemins

## Verbindingssporen
35/1: Y Noord driehoek Hasselt (lijn 21A) - Y West driehoek Hasselt (lijn 35)
35/2: Y Wilsele (lijn 36) - Y Holsbeek (lijn 35)